# Konjuchy (Ternopil)
Konjuchy (ukrainisch Конюхи; polnisch Koniuchy) ist ein Dorf in der ukrainischen Oblast Ternopil mit 2600 Einwohnern (2001).

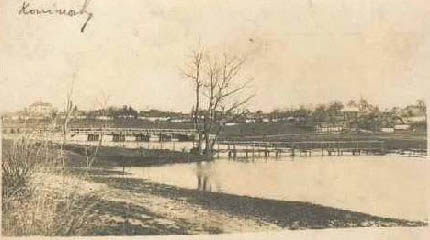
Dorfansicht vor 1914

Das erstmals 1462 schriftlich erwähnte Dorf liegt im Westen Podoliens am Ufer des 9 km langen Flüsschens Konjuchy (Конюхи) 32 km nordwestlich vom ehemaligen Rajonzentrum Kosowa und etwa 50 km westlich vom Oblastzentrum Ternopil.
Am 12. Juni 2020 wurde das Dorf ein Teil der Siedlungsgemeinde Kosowa im Rajon Kosowa; bis dahin bildete es zusammen mit den Dörfern Saberisky (Заберізки) und Salissja (Залісся) die Landratsgemeinde Konjuchy (Конюхівська сільська рада/Konjuchiwska silska rada) im Nordwesten des Rajons Kosowa.
Am 17. Juli 2020 wurde der Ort Teil des Rajons Ternopil.